# Palais de Justice de Hyères
Le palais de justice de Hyères est un édifice situé à Hyères, dans le département français du Var.

## Situation
Le bâtiment est situé dans le Var à Hyères au 16, place de la République. Ladite place ayant été jointe, lors de travaux répertoriés en 1810-1812, avec la place Clemenceau (anciennement place de la Rade) par un escalier.

## Historique
En 1838, un particulier, Blaise Aurran, donne à la ville une propriété jouxtant l'église des cordeliers, sous condition sine qua non, que les lieux ne fassent jamais l'objet de modifications. 
En 1860, la ville de Hyères met en œuvre un projet d'établissement de justice de paix du canton, dans un bâtiment à construire en bordure de la place. Sous l’égide de l'architecte Jacques un devis est dressé mais les clauses de la donation devaient être respectées. 
Par suite, en 1908 un procès rétrocède le bâtiment du tribunal à la ville, le reste aux héritiers de Blaise Aurran. 
De 1913 à 1933, des réparations sont entreprises sur le tribunal réaménagé en salles de classe ; la justice s'installant alors à la tour Saint-Blaise.

## Architecture
L’édifice est de plan trapézoïdal et comprend un étage de soubassement, un rez-de-chaussée surélevé et un étage carré. Sur le fronton, on peut noter une balance qui est le symbole de la justice.

## Galerie

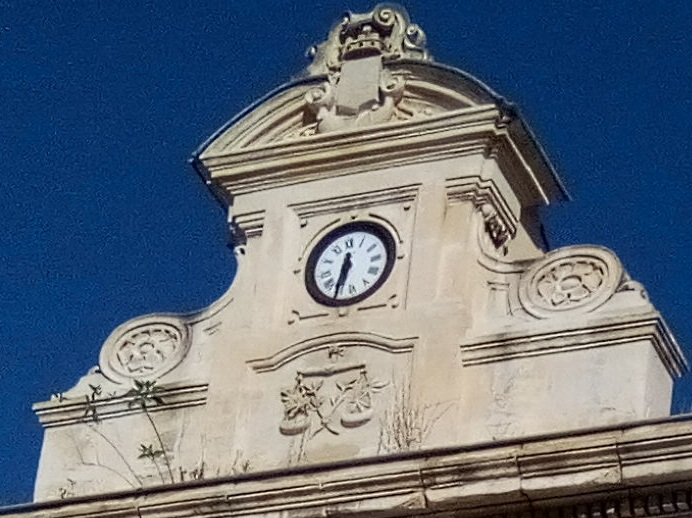
Fronton du palais de Justice